# Gouden Boekjes
De Gouden Boekjes (Engels: Little Golden Books) zijn een van oorsprong Amerikaanse serie kinderboeken. In de VS worden ze uitgegeven door Penguin Random House.

## Geschiedenis
Western Publishing begon in 1942 met het publiceren van de boekjes, in samenwerking met Simon & Schuster. De boekjes hadden een standaardformaat van 42 pagina's. Na vijf maanden waren er al 1,5 miljoen exemplaren verkocht.
Het eerste Nederlandse Gouden Boekje, Pietepaf, het circushondje, verscheen in 1953 bij uitgeverij De Bezige Bij. De verhaaltjes werden door twee Nederlandse auteurs voor kinderen bewerkt. Han G. Hoekstra selecteerde de verhaaltjes waarna hijzelf en Annie M.G. Schmidt ze vertaalden en bewerkten. Hoekstra bewerkte zesenveertig deeltjes en Schmidt achtentwintig.
De rechten werden in 2001 overgenomen door uitgeverij Rubinstein, die sindsdien de Gouden Boekjes in verschillende formaten uitbrengt. Rubinstein streeft tevens naar het op de markt brengen van oorspronkelijk Nederlandse verhaaltjes. De stevige, gekartonneerde boekjes met een gouden rug en de verhaaltjes op 28 pagina's zijn voor kleuters en peuters heel makkelijk te hanteren.
Bijna zestig jaar nadat de eerste Gouden Boekjes in Nederland verschenen, maakte Joke Linders de balans op. In een uitvoerig overzichtswerk beschreef ze de tocht van de Gouden Boekjes door de Verenigde Staten en Nederland, hun uiteindelijke teloorgang en wonderbaarlijke redding. Ze onderzocht ook de geschiedenis van het bekende boekje Wim is weg (van Rogier Boon). Behalve grote Amerikaanse auteurs en tekenaars als Margaret Wise Brown, Richard Scarry en Garth Williams worden in het boek Nederlandse vertalers als Annie M.G. Schmidt en Han G. Hoekstra, maar ook hedendaagse Nederlandse tekenaars als Philip Hopman, Jan Jutte en Peter Pontiac en schrijvers als Hans Hagen, Francine Oomen en Toon Tellegen aan de lezer voorgesteld.

## Lijst van boeken

### De eerste tien (inclusief de herdrukken) verschenen deeltjes
| Nr | Titel                                                                           | Schrijver                     | Tekenaar                   | Vertaler/bewerker         | Uitgever                 | Jaar       |
| -- | ------------------------------------------------------------------------------- | ----------------------------- | -------------------------- | ------------------------- | ------------------------ | ---------- |
| 1  | Pietepaf, het circushondje                                                      | Dorothy Kunhardt              | J.-P. Miller               | Annie M.G. Schmidt        | De Bezige Bij            | 1994 1953  |
| 2  | Bij Kiki thuis                                                                  | Gelolo McHugh                 | Mary Blair                 | Han G. Hoekstra           | Rubinstein De Bezige Bij | 2003 1953  |
| 3  | Plofje de olifant                                                               | K. & B. Jackson               | Gustaf Tenggren            | Han G. Hoekstra           | Rubinstein De Bezige Bij | 2002 1953  |
| 4  | Konijntje Woelwater                                                             | Ariane                        | Gustaf Tenggren            | Han G. Hoekstra           | Rubinstein De Bezige Bij | 2002 1953  |
| 5  | Poes Pinkie                                                                     | K. en B. Jackson              | A.M. Provensen             | Annie M.G. Schmidt        | De Bezige Bij            | 1975 1953  |
| 6  | Vijf brandweermannetjes                                                         | Marguerite Brun en E.-T. Hurd | Tibor Gergely              | Annie M.G. Schmidt        | Rubinstein De Bezige Bij | 2002 1953  |
| 7  | De kladderkatjes                                                                | Margaret Wise Brown           | Alice Provensen e.a.       | Han G. Hoekstra           | Rubinstein De Bezige Bij | 2002 1954. |
| 8  | Hoep, zei de chauffeur                                                          | Myrian                        | Tibor Gergely              | Annie M.G. Schmidt        | Rubinstein De Bezige Bij | 2002 1954  |
| 9  | Sambo, het kleine zwarte jongetje                                               | Helen Bannerman               | Gustaf Tenggren            | Annie M.G. Schmidt        | Rubinstein De Bezige Bij | 2002 1953  |
| 10 | Het eigenwijze eendje                                                           | Jane Werner                   | Alice en Martin Provensen  | Han G. Hoekstra           | Rubinstein De Bezige Bij | 2002 1954. |
| 11 | Het verlegen poesje                                                             |                               |                            | Annie M.G. Schmidt        |                          | 1954       |
| 12 | De kleine dierentuin                                                            |                               |                            |                           |                          |            |
| 13 | Mijnheer de hond                                                                |                               |                            |                           |                          |            |
| 14 | Christoffel en de Columbus                                                      |                               |                            |                           |                          |            |
| 15 | De drie beertjes                                                                |                               |                            |                           |                          |            |
| 16 | De gele taxi                                                                    |                               |                            | Annie M.G. Schmidt        |                          | 1955       |
| 17 | De poes, die dacht dat hij een muis was                                         |                               |                            | Annie M.G. Schmidt        |                          | 1955       |
| 18 | Roodkapje                                                                       |                               |                            | Annie M.G. Schmidt        |                          | 1955       |
| 19 | Hondje Eigenwijs                                                                |                               |                            |                           |                          |            |
| 20 | Zeven kleine vrienden                                                           |                               |                            |                           |                          |            |
| 21 | Het Koekemannetje                                                               |                               |                            | Annie M.G. Schmidt        |                          | 1956       |
| 22 | Het huis dat Japie heeft gebouwd                                                |                               |                            |                           |                          |            |
| 23 | Ik hou zo van...                                                                |                               |                            |                           |                          |            |
| 24 | Poessie                                                                         |                               |                            | Annie M.G. Schmidt        |                          | 1957       |
| 25 | Dunkie                                                                          |                               |                            | Annie M.G. Schmidt        |                          | 1957       |
| 26 | Mannetje Nies                                                                   |                               |                            |                           |                          |            |
| 27 | De Hondenmatroos                                                                |                               |                            |                           |                          |            |
| 28 | Hansworst                                                                       |                               |                            |                           |                          |            |
| 29 | Wij zijn nog klein                                                              |                               |                            |                           |                          |            |
| 30 | Boudewijn de Beer                                                               |                               |                            | Annie M.G. Schmidt        |                          | 1958       |
| 31 | Bij de Indianen                                                                 |                               |                            | Annie M.G. Schmidt        |                          | 1958       |
| 32 | Freddy's vriendje                                                               |                               |                            |                           |                          |            |
| 33 | Het feestvarken                                                                 |                               |                            |                           |                          |            |
| 34 | Rollebolle beest                                                                |                               |                            | Annie M.G. Schmidt        |                          | 1959       |
| 35 | Wim is weg                                                                      | Rogier Boon                   | Rogier Boon                | oorspronkelijk Nederlands |                          |            |
| 36 | Dr. Pijpekop, de poppendokter                                                   |                               |                            |                           |                          |            |
| 37 | Het vliegende huis                                                              |                               |                            |                           |                          |            |
| 38 | Henkie met de hoorn                                                             |                               |                            | Annie M.G. Schmidt        |                          | 1960       |
| 39 | Toontje m'n zoontje                                                             |                               |                            | Annie M.G. Schmidt        |                          | 1957       |
| 40 | Ik kan vliegen                                                                  |                               |                            |                           |                          |            |
| 41 | De nieuwe ponnie                                                                |                               |                            |                           |                          |            |
| 42 | Circus Ondersteboven                                                            |                               |                            | Annie M.G. Schmidt        |                          | 1962       |
| 43 | Cornelis de neushoorn                                                           |                               |                            | Annie M.G. Schmidt        |                          | 1962       |
| 44 | Tobias zoekt plezier                                                            |                               |                            |                           |                          |            |
| 45 | Fijn dat er kleuren zijn                                                        |                               |                            |                           |                          |            |
| 46 | Nieuwe avonturen van Hondje Eigenwijs                                           |                               |                            |                           |                          |            |
| 47 | Het grote kleine boek                                                           |                               |                            |                           |                          |            |
| 48 | De kleine indiaan                                                               |                               |                            |                           |                          |            |
| 49 | Kippetje Tok                                                                    |                               |                            | Annie M.G. Schmidt        |                          | 1965       |
| 50 | De beesten van boer Jansen                                                      |                               |                            | Annie M.G. Schmidt        |                          | 1965       |
| ?  | De koe ging over de berg                                                        |                               |                            | Annie M.G. Schmidt        |                          | 1965       |
| ?  | Het walvisje                                                                    |                               |                            | Annie M.G. Schmidt        |                          | 1965       |
| ?  | Als ik groot ben                                                                |                               |                            | Annie M.G. Schmidt        |                          | 1969       |
| ?  | Beestjes tellen                                                                 |                               |                            | Annie M.G. Schmidt        |                          | 1971       |
| 75 | Sloffie sleepboot en zijn avonturen op de rivier Omslagtitel: Sloffie sleepboot | Gertrude Crampton             | Tibor Gergely              | Han G. Hoekstra           | Rubinstein De Bezige Bij | 2002 1960  |
| 76 | Heintje het treintje                                                            | Sharon Holaves                | Giannini                   | Han G. Hoekstra           | De Bezige Bij            | 1975       |
| 77 | Meneer Mooi Weer                                                                | Kathleen Daly                 | Tibor Gergely              | Nicolaas Matsier          | Rubinstein De Bezige Bij | 2003 1996  |
| 78 | Dag paard, dag koe, dag boerderij                                               | Nancy Fielding Hulick         | John P. Miller             | Imme Dros                 | De Bezige Bij            | 1996       |
| 79 | Wie wordt wereldkampioen?                                                       | Beth Greiner Hoffman          | Tibor Gergely              | Imme Dros                 | De Bezige Bij            | 1996       |
| 80 | Konijntje Loos                                                                  | Rachel Learnard               | Alice en Martin Provensenk | Nicolaas Matsier          | De Bezige Bij            | 1996       |
| 81 | Een hol voor Knijn                                                              | Margaret Wise Brown           | Garth Williams             | Imme Dros                 | De Bezige Bij            | 1998       |
| 82 | Oetel                                                                           | Gertrude Crampton             | Tibor Gergel               | Imme Dros                 | De Bezige Bij            | 1998       |
| 83 | Een hut voor Hansje                                                             | Edith Thacher Hurd            | John P. Miller             | Nicolaas Matsier          | De Bezige Bij            | 1998       |
| 84 | Letters vangen in een net                                                       | Roberta Miller                | Richard Scarry             | Nicolaas Matsier          | De Bezige Bij            | 1998       |